# A Holland Antillák zászlaja
A színek Hollandia zászlajáról származnak. A kék a Karib-tengert jelképezi, a csillagok a Holland Antillák öt szigetét (Curaçao és Bonaire Venezuela partjainál, Sint Maarten, Sint Eustatius és Saba a Leeward-szigetek közül).